# 巴布什基诺区
巴布什基诺区（俄语：Бабушкинский район）是俄罗斯联邦沃洛格达州下辖的一个区，其行政中心为巴布什基诺。据2016年统计，该区的人口为11908人。